# Barren Island
Barren Island est une ancienne île formant une péninsule sur la rive sud-est de Brooklyn à New York. Situé sur la baie de Jamaica, elle faisait géographiquement partie du groupe d'îles de l'Outer Barrier sur la rive sud (South Shore) de Long Island.
L'ancien aérodrome Floyd Bennett Field y est situé.